# Artur Gieraga
Artur Gieraga (ur. 4 maja 1988 w Zgierzu) – polski piłkarz występujący na pozycji obrońcy. Wychowanek Orła Parzęczew, w trakcie swojej kariery reprezentował także barwy ŁKS-u Łódź, Ruchu Chorzów, GKS Tychy i Motoru Lublin

## Statystyki kariery
Stan na 16 czerwca 2024
| Klub                     | Sezon              | Liga               | Liga  | Liga   | Puchar Polski | Puchar Polski | Puchar Ekstraklasy | Puchar Ekstraklasy | Suma  | Suma   |
| Klub                     | Sezon              | Liga               | Mecze | Bramki | Mecze         | Bramki        | Mecze              | Bramki             | Mecze | Bramki |
| ------------------------ | ------------------ | ------------------ | ----- | ------ | ------------- | ------------- | ------------------ | ------------------ | ----- | ------ |
| ŁKS Łódź                 | 2008/09            | Ekstraklasa        | 0     | 0      | 0             | 0             | 0                  | 0                  | 0     | 0      |
| ŁKS Łódź                 | 2009/10            | I liga             | 14    | 1      | 1             | 0             | –                  | –                  | 15    | 1      |
| ŁKS Łódź                 | 2010/11            | I liga             | 24    | 1      | 3             | 0             | –                  | –                  | 27    | 1      |
| ŁKS Łódź                 | 2011/12            | Ekstraklasa        | 13    | 2      | 1             | 0             | –                  | –                  | 14    | 2      |
| ŁKS Łódź                 | 2012/13            | I liga             | 19    | 0      | 1             | 0             | –                  | –                  | 20    | 0      |
| Ruch Chorzów             | 2013/14            | Ekstraklasa        | 4     | 0      | 0             | 0             | –                  | –                  | 4     | 0      |
| Ruch Chorzów             | 2014/15            | Ekstraklasa        | 0     | 0      | 0             | 0             | –                  | –                  | 0     | 0      |
| GKS Tychy                | 2014/15            | I liga             | 0     | 0      | 0             | 0             | –                  | –                  | 0     | 0      |
| Motor Lublin             | 2015/16            | III liga           | 35    | 7      | –             | –             | –                  | –                  | 35    | 7      |
| Motor Lublin             | 2016/17            | III liga           | 31    | 14     | –             | –             | –                  | –                  | 31    | 14     |
| Motor Lublin             | 2017/18            | III liga           | 29    | 7      | –             | –             | –                  | –                  | 29    | 7      |
| Sokół Aleksandrów Łódzki | 2018/19            | III Liga           | 33    | 3      | –             | –             | –                  | –                  | 33    | 3      |
| Sokół Aleksandrów Łódzki | 2019/20            | III LIga           | 19    | 2      | –             | –             | –                  | –                  | 19    | 2      |
| Sokół Aleksandrów Łódzki | 2020/21            | III Liga           | 18    | 2      | –             | –             | –                  | –                  | 18    | 2      |
| Kotwica Kołobrzeg        | 2021/22            | III Liga           | 17    | 2      |               |               |                    |                    | 17    | 2      |
| Ogólnie w karierze       | Ogólnie w karierze | Ogólnie w karierze | 256   | 41     | 6             | 0             | 0                  | 0                  | 262   | 41     |